# Идеву Оюлари
Идеву Оюлари (англ. Idewu Ojulari) — Оба Лагоса с 1829 по 1835 год. Его отцом был Оба Осинлокун, а его братом — Косоко, который был Обой с 1845 по 1851 год.

## Правление
Идеву Оюлари стал Обой после того, как в 1829 году умер его отец Осилокун. Однако правление Идеу Оюлари было непопулярным, и по воле Обы Бенина, к которому ходатайствовали жители Лагоса, король покончил жизнь самоубийством. Интересно, что Лагос до сих пор находился под сюзеренитетом Бенина, вплоть до правления Обы Косоко, который будет свергнут 26 декабря 1851 года при помощи Королевского флота. После этого Оба Акитое и его преемник, Оба Досунму, отказались выплачивать ежегодную дань Бенину.
По словам историка Кристина Манна, непопулярность Оюлари, возможно была вызвана экономическим спадом в работорговле после особенно успешных лет правления Осинлокуна. Вожди йоруба, как сообщается, передали своё неудовольствие на короля Обе Бенина, который послал Оюлари череп и меч, а также письмо, где говорилось: «жители Лагоса больше не признают тебя своим королём». Идеву Оюлари, сочтя череп приглашением принять яд, а меч — призывом к битве, покончил жизнь самоубийством.